# 2014 カンピオナート・ブラジレイロ・セリエA
この項目では、2014年シーズンのカンピオナート・ブラジレイロ・セリエAについて述べる。
2014年のカンピオナート・ブラジレイロ・セリエA（2014 Campeonato Brasileiro Série A）は、第1シーズンが行われて以来、44回目のカンピオナート・ブラジレイロ・セリエAである。

## 2014シーズンのカンピオナート・ブラジレイロ・セリエAのチーム
2014年シーズンのカンピオナート・ブラジレイロ・セリエAのクラブ数は前年同様の20。
| チーム名           | 創設   | 監督                           | 地方                     | ホームタウン       | スタジアム                       | 収容人数 | 前年度成績  |
| ------------------ | ------ | ------------------------------ | ------------------------ | ------------------ | -------------------------------- | -------- | ----------- |
| コリンチャンス     | 1910年 | マノ・メネーゼス               | サンパウロ州             | サンパウロ         | アレーナ・デ・サンパウロ         | 68,000人 | (10位)      |
| パルメイラス       | 1914年 | ドリヴァル・ジュニオール       | サンパウロ州             | サンパウロ         | アリアンツ・パルケ               | 45,000人 | ※( 1位)優勝 |
| サンパウロ         | 1912年 | ムリシ・ラマーリョ             | サンパウロ州             | サンパウロ         | エスタジオ・ド・モルンビー       | 67,052人 | ( 9位)      |
| サントス           | 1912年 | エンダーソン・モレイラ         | サンパウロ州             | サントス           | ヴィラ・ベルミーロ               | 20,120人 | ( 7位)      |
| ボタフォゴ         | 1904年 | ヴァグネル・マンシーニ         | リオデジャネイロ州       | リオデジャネイロ   | エスタジオ・ド・マラカナン       | 78,838人 | ( 4位)      |
| フラメンゴ         | 1895年 | ヴァンデルレイ・ルシェンブルゴ | リオデジャネイロ州       | リオデジャネイロ   | エスタジオ・ド・マラカナン       | 78,838人 | (16位)      |
| フルミネンセ       | 1902年 | クリストヴォン・ボルジェス     | リオデジャネイロ州       | リオデジャネイロ   | エスタジオ・ド・マラカナン       | 78,838人 | (15位)      |
| シャペコエンセ     | 1973年 | ジョジーニョ                   | サンタカタリーナ州       | チャペコ           | アレーナ・コンダ                 | 22,600人 | ※( 2位)     |
| クリシューマ       | 1947年 | ギルマー・ダル・ポッツォ       | サンタカタリーナ州       | クリシューマ       | エスタディオ・ヘリバート・ハルス | 19,300人 | (14位)      |
| フィゲイレンセ     | 1921年 | アルジェリコ・フックス         | サンタカタリーナ州       | フロリアノーポリス | エスタディオ・オルランド         | 19,908人 | ※( 4位)     |
| バイーア           | 1931年 | ギルソン・ケレイナ             | バイーア州               | サルヴァドール     | アレーナ・フォンチ・ノヴァ       | 48,747人 | (12位)      |
| ヴィトーリア       | 1899年 | ネイ・フランコ                 | バイーア州               | サルヴァドール     | バラーダオ                       | 35,632人 | ( 5位)      |
| アトレチコ-MG      | 1908年 | レヴィー・クルピ               | ミナスジェライス州       | ベロオリゾンテ     | エスタディオ・インデペンデンス   | 23,018人 | ( 8位)      |
| クルゼイロ         | 1921年 | マルセロ・オリベイラ           | ミナスジェライス州       | ベロオリゾンテ     | ミネイロン                       | 62,483人 | ( 1位)優勝  |
| アトレチコ-PR      | 1924年 | クラウジネイ・オリベイラ       | パラナ州                 | クリチバ           | アレナ・ダ・バイシャーダ         | 43,981人 | ( 3位)      |
| コリチーバ         | 1909年 | セルソ・ロス                   | パラナ州                 | クリチバ           | エスタディオ・クート・ペレイラ   | 37,182人 | (11位)      |
| グレミオ           | 1896年 | ルイス・フェリペ・スコラーリ   | リオグランデ・ド・スル州 | ポルト・アレグレ   | アレーナ・ド・グレミオ           | 60,540人 | ( 2位)      |
| インテルナシオナル | 1909年 | アベウ・ブラガ                 | リオグランデ・ド・スル州 | ポルト・アレグレ   | エスタジオ・ベイラ＝リオ         | 51,300人 | (13位)      |
| ゴイアス           | 1943年 | リカルド・ドゥルバスキー       | ゴイアス州               | ゴイアニア         | エスタジオ・セラ・ドラーダ       | 41,574人 | ( 6位)      |
| スポルチ           | 1905年 | エドゥアルド・バプティスタ     | ペルナンブーコ州         | レシフェ           | エスタジオ・イリャ・ド・レチロ   | 35,020人 | ※( 3位)     |

※カンピオナート・ブラジレイロ・セリエB
- チーム名・監督・本拠地名については現時点のもの。